# Najwa Najjar
Najwa Najjar (àrab: نجوى نجار, Najwà Najjār) és una escriptora i directora de cinema, filla de pare jordà i mare palestina. Va començar la seva carrera fent anuncis publicitaris i ha treballat tant en documentals com en ficció des de 1999. Najjar viu als Territoris Palestins.

## Treballs
El seu primer llargmetratge, Pomegranates and Myrrh, es va estrenar en cinemes i es va projectar en més de 80 festivals internacionals. Quan la pel·lícula es va projectar per primera vegada a Ramal·lah, hi va haver una protesta pública per part del Govern de Hamàs a la Franja de Gaza per la representació en la pel·lícula d'«el que es considerava una representació “antipatriòtica” d'una poc fiable esposa d'un presoner polític». Al  Festival de Cinema de Tribeca Doha, la pel·lícula va guanyar el premi a la millor pel·lícula àrab.
La pel·lícula documental de 1999 Naim and Wadee'a es va basar en la família de Najjar i inclou les històries orals de Na'im Azar i Wadee'a Aghabi, una parella que es va veure obligada a abandonar la seva casa a Jaffa el 1948. La pel·lícula va guanyar el premi Pel·lícules de conflictes i resolució al Festival Internacional de Cinema de Hamptons de 2000.
La seva pel·lícula Eyes of a Thief va ser la proposta palestina a la millor pel·lícula de parla no anglesa als Premis Oscar de 2011.

## Filmografia
Selecció d'algunes de les pel·lícules que ha realitzat:
- Naim and Wadee’a (1999)
- Quintessence of Oblivion (2000)
- A Boy Named Mohamed (2001)
- Blue Gold (2004)
- They Came from the East (2004)
- Yasmine Tughani (2006)
- Pomegranates and Myrrh (2009)
- Eyes of a Thief (2014)
- Between Heaven and Earth (2019)